# テクノビービー
『テクノビービー』はコナミ（現、コナミデジタルエンタテインメント）が2001年4月26日に発売したPlayStation向けパズルゲーム。倉木麻衣とのコラボレーション作品で、開発はKCE東京。

## 概要
「ビット」と呼ばれるブロックによるマトリクス状のフィールドで、プレイヤーキャラクター「マイ・ビー・ベア」の周囲8マスのビットを回転させ、その色を揃えてゆくことでビットを消去してゆくパズルゲーム。なお、本作はPocketStation対応となっている。
ゲームモードは、以下の3種類。
- メインゲーム
一定の枚数のビットを消してステージクリアとなる、基本のゲーム。
- クイズ
フィールド状のビットを指定された手数で全て消去すればステージクリアとなる。
- タイムリミット
制限時間内で消去したビットの数を競うゲーム。

マイ・ビー・ベア
パンダと蜂を組み合わせたデザインのキャラクター。倉木による命名。